# NGC 2609
NGC 2609 је расејано звездано јато у сазвежђу Прамац које се налази на NGC листи објеката дубоког неба.
Деклинација објекта је - 61° 6' 36" а ректасцензија 8h 29m 30,0s. Привидна величина (магнитуда) објекта NGC 2609 износи 12,2. NGC 2609 је још познат и под ознакама ESO 124-SC17.